# Rita de Cássia (compositora)
Rita de Cássia Oliveira dos Reis (Alto Santo, 08 de agosto de 1972 - Fortaleza, 03 de janeiro de 2023), mais conhecida como Rita de Cássia, foi uma cantora e compositora brasileira.
Considerada no meio artístico como uma das maiores compositoras de forró do país, a artista tem no seu histórico mais de 500 composições.

## Informações gerais
Natural de Alto Santo, no Ceará, Rita de Cássia iniciou sua carreira na década de 1990. Com mais de 500 canções de sua autoria, Rita de Cássia ficou famosa como uma das mais prolíficas compositoras do Ceará, ajudando a consolidar o forró eletrônico como gênero musical. Entre as músicas feitas por Rita estão "Meu Vaqueiro, Meu Peão", "Saga de um Vaqueiro" e "Jeito de Amar".

## Carreira
Sua primeira composição gravada foi a música "Brilho da Lua", em 1992, interpretada pela cantora Eliane.
"O ano era 1991, a mocinha tímida que foi até a minha casa na Messejana me apresentar umas composições. Ela me apresentou 'Brilho da Lua', 'Meu Nego', 'Meu Vaqueiro, Meu Peão' e 'Sonho Real'. Escolhi 'Meu Nego' e 'Brilho da Lua'. De 91 em diante, todo álbum tinha que ter clássicos dessa estrela… que se tornavam carro-chefe dos álbuns."
Depois das primeiras canções de Rita de Cássia, Eliane também gravou as músicas "Canto e Declamo", "Vou Te Esperar", "Como Encontrar", "Perdi Meu Paraíso" e "Pode Ser Você", todas feitas pela artista.
Rita de Cássia se consolidou nacionalmente como compositora no ano de 1993, quando a banda Mastruz com Leite gravou a música "Meu Vaqueiro, Meu Peão", considerada até hoje como um dos "hinos do forró moderno". Na ocasião, a compositora ganhou um diploma de "Destaque de Melhor Compositora do Ceará em 1993".
No ano seguinte, Rita ocupou a oitava posição entre os melhores compositores do país e ganhou o prêmio "Destaque da Região do Vale do Jaguaribe".
Em 1995, foi gravado o álbum "Rita de Cássia, Redondo & Banda Sou do Norte". No mesmo ano, a compositora foi parabenizada pelo Ecad por ter ocupado a primeira posição em execução no Brasil com a Som Zoom Stúdio — conglomerado com atividade concentrada em empresas de entretenimento.
Em 2002, a artista teve outra composição que explodiu nacionalmente, com a música "Jeito de Amar" (Já Tomei Porres por Você), gravada nas vozes de Solange Almeida e Xandy Avião, da banda Aviões do Forró.
Em 2010, no São João de Campina Grande, Rita recebeu o título de "Maior Compositora de Forró do Brasil" e a música "Saga de Um Vaqueiro" de "Melhor Música da Década".
Além das composições, Rita gravou ainda oito álbuns e um DVD com o irmão Redondo e a Banda Som do Norte. Atualmente ela estava em carreira solo.

## Falecimento
Rita faleceu em 03 de janeiro de 2023, em Fortaleza, vítima de fibrose pulmonar. Ela estava internada em um hospital particular na capital cearense desde 1 de janeiro de 2023. Seu sepultamento aconteceu em Alto Santo, interior do Ceará, cidade natal da cantora.

Na ocasião, a então ministra da Cultura Margareth Menezes lamentou sua morte nas redes sociais:
"Rita de Cássia é uma das maiores compositoras do gênero, com mais de 500 músicas escritas durante sua carreira. Sua contribuição expressiva para a cultura do nosso país será sempre lembrada. Meus sentimentos aos fãs, amigos e familiares."
O então governador do Ceará, Elmano de Freitas, também lamentou a morte da artista:
"O Ceará e o Brasil se despedem hoje da cantora e compositora cearense Rita de Cássia, uma das maiores referências de nosso forró. (...) Que Deus conforte o coração de familiares, amigo e fãs por todo o país."